# Арон Деннум
Арон Леонард Деннум (норв. Aron Leonard Dønnum, нар. 20 квітня 1998, Ейдсволл, Норвегія) — норвезький футболіст, нападник французької «Тулузи» та національної збірної Норвегії.

## Клубна кар'єра
Арон Деннум народився у містечку Ейдсволл, що на півдні Норвегії. Грати у футбол починав у місцевому клубі аматорського рівня. У 2013 році футболіста запросили до академії столичного клубу «Волеренга». Влітку 2017 року Деннум дебютував у першій команді «Волеренги» у матчі Тіппеліги. На початку 2018 року нападник був відправлений в оренду для набуття ігрової практики у клуб Другого дивізіону «Хам-Кам». Після закінчення терміну оренди Деннум повернувся до «Волеренги». У квітні 2019 року Деннум забив свій перший гол на вищому рівні.
Влітку 2021 року Арон Деннум підписав чотирирічний контракт з бельгійським клубом «Стандард». І 1 серпня вже зіграв перший матч у новій команді.

## Збірна
2 червня 2021 року у товариському матчі проти команди Люксембургу дебютував у складі національної збірної Норвегії.

## Статистика виступів

### Статистика виступів за збірну
Станом на 19 листопада 2023 року
| Дата       | Місто  | Господарі | Результат | Гості             | Турнір            | Голи | Примітки |
| ---------- | ------ | --------- | --------- | ----------------- | ----------------- | ---- | -------- |
| 2-6-2021   | Малага | Норвегія  | 1 – 0     | Люксембург        | товариський матч  | -    | 64'      |
| 7-9-2021   | Осло   | Норвегія  | 5 – 1     | Гібралтар         | Відбір до ЧС 2022 | -    | 63'      |
| 16-11-2023 | Осло   | Норвегія  | 2 – 0     | Фарерські острови | товариський матч  | -    | 84'      |
| 19-11-2023 | Глазго | Шотландія | 3 – 3     | Норвегія          | Відбір до ЧЄ 2024 | 1    | 60'      |
| Усього     |        | Матчів    | 4         |                   | Голів             | 1    |          |